# Rüegsau
Rüegsau ist eine Einwohnergemeinde im Schweizer Kanton Bern. Sie gehört zum Verwaltungskreis Emmental.

## Geographie

Luftbild von Rüegsauschachen aus 300 m von Walter Mittelholzer (1922)

Rüegsau liegt im unteren Emmental. Die Gemeinde umfasst von der Emme her entlang dem Rüegsbach die Dörfer Rüegsauschachen, Rüegsau, Rüegsbach und Rinderbach sowie mehrere Weiler. Sie hat etwa die Form eines Rechteckes von rund 2 km Breite und 8 km Länge. Der tiefste Punkt liegt am Ufer der Emme auf 560 m ü. M., der höchste Punkt auf der Höchi oberhalb des Vorderen Almisbergs auf 841 m ü. M.

## Wirtschaft
In der Gemeinde liegen die Hauptsitze der folgenden Firmen:
- Blaser Swisslube AG, ein führender Hersteller von Kühl- und Schmiermitteln für die Maschinenindustrie[6]
- Meister & Cie AG, ein Hersteller von Seilen und Geflechten für den Schweizer Detail- und Fachhandel[7]
- Wasserversorgung Brandis AG, das für die Wasserversorgung von Rüegsau und Lützelflüh zuständige Unternehmen[8]

2023 gab es in der Gemeinde 62 Landwirtschaftsbetriebe.

## Verkehr
Der Bahnhof Hasle-Rüegsau der BLS AG wird zusammen mit der Gemeinde Hasle bei Burgdorf benutzt.

## Tourismus

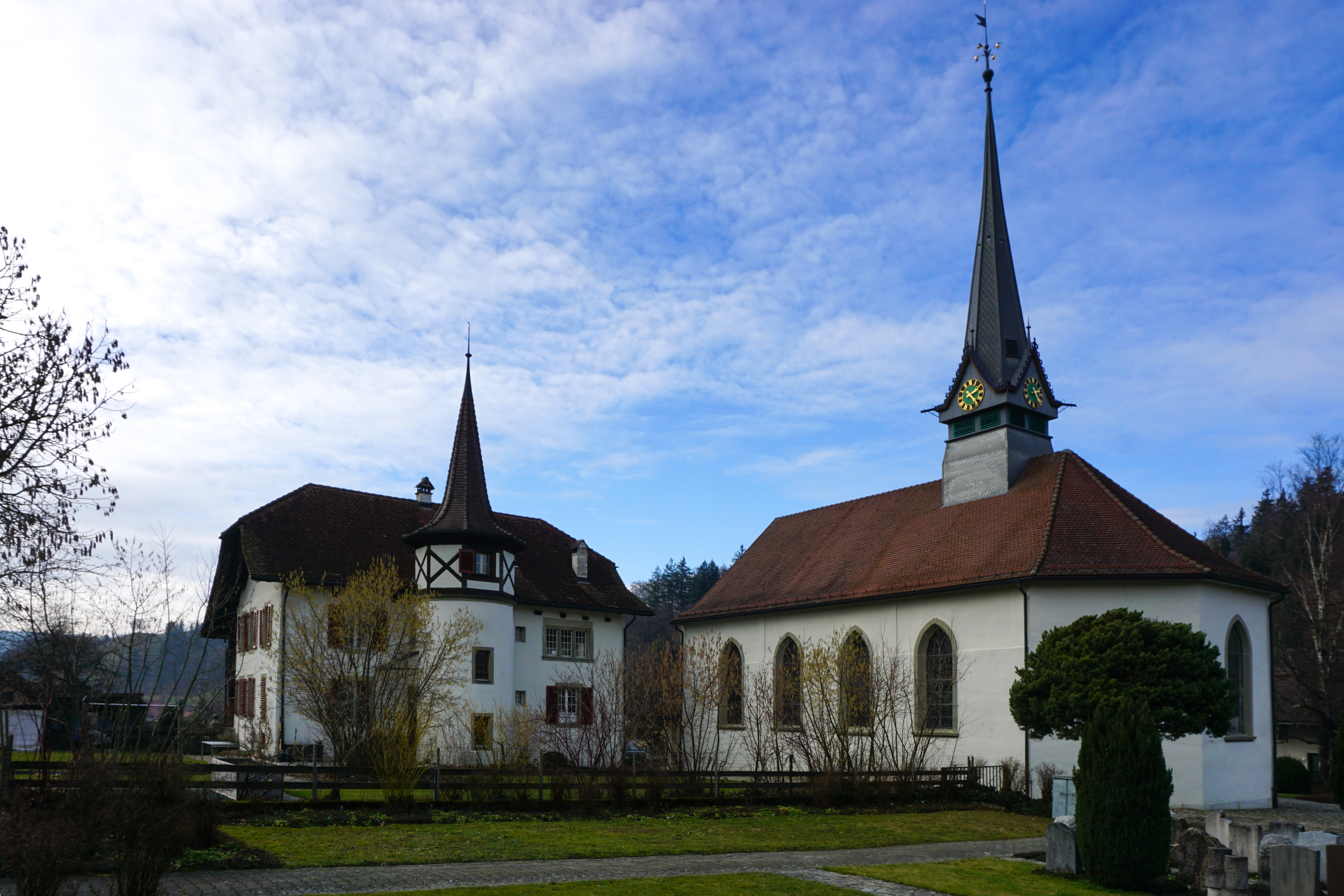
Kirche Rüegsau mit Pfarrhaus

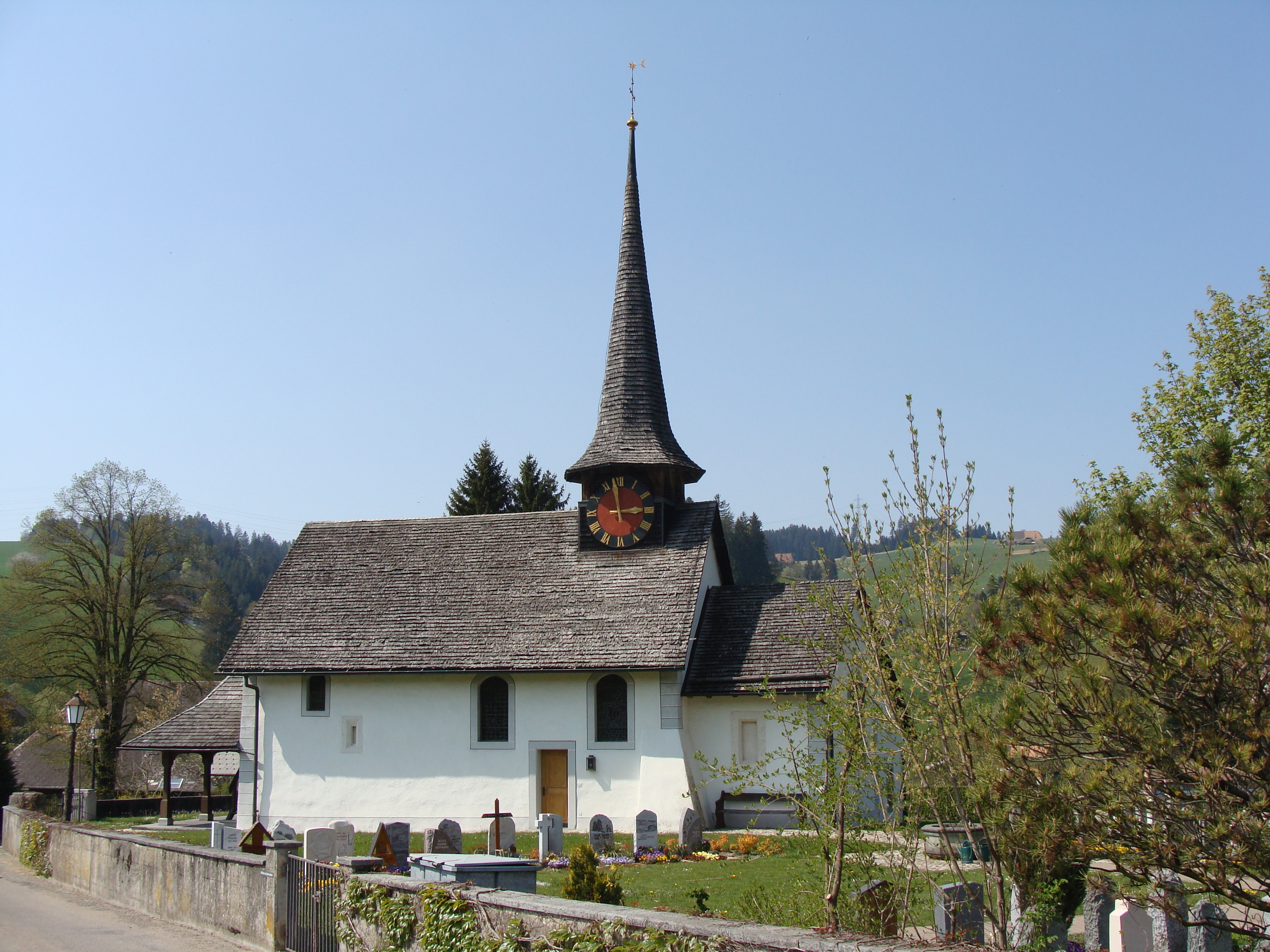
Kapelle St. Blasius Rüegsbach

Mehrere Pensionen und Gasthöfe bieten Zimmer an; auch Ferien auf dem Bauernhof werden angeboten.

## Sehenswürdigkeiten
Ein kleines Museum zur Geschichte liegt direkt an der Emme. Die Kirchenglocken in der Kapelle St. Blasius im Ortsteil Rüegsbach gehören zu den ältesten Glocken der Schweiz (aus dem 12. und 13. Jahrhundert). Die Hauptsehenswürdigkeit ist jedoch die Holzbrücke über die Emme zwischen den Gemeinden Hasle und Rüegsau.

### Die Brücke von Rüegsau

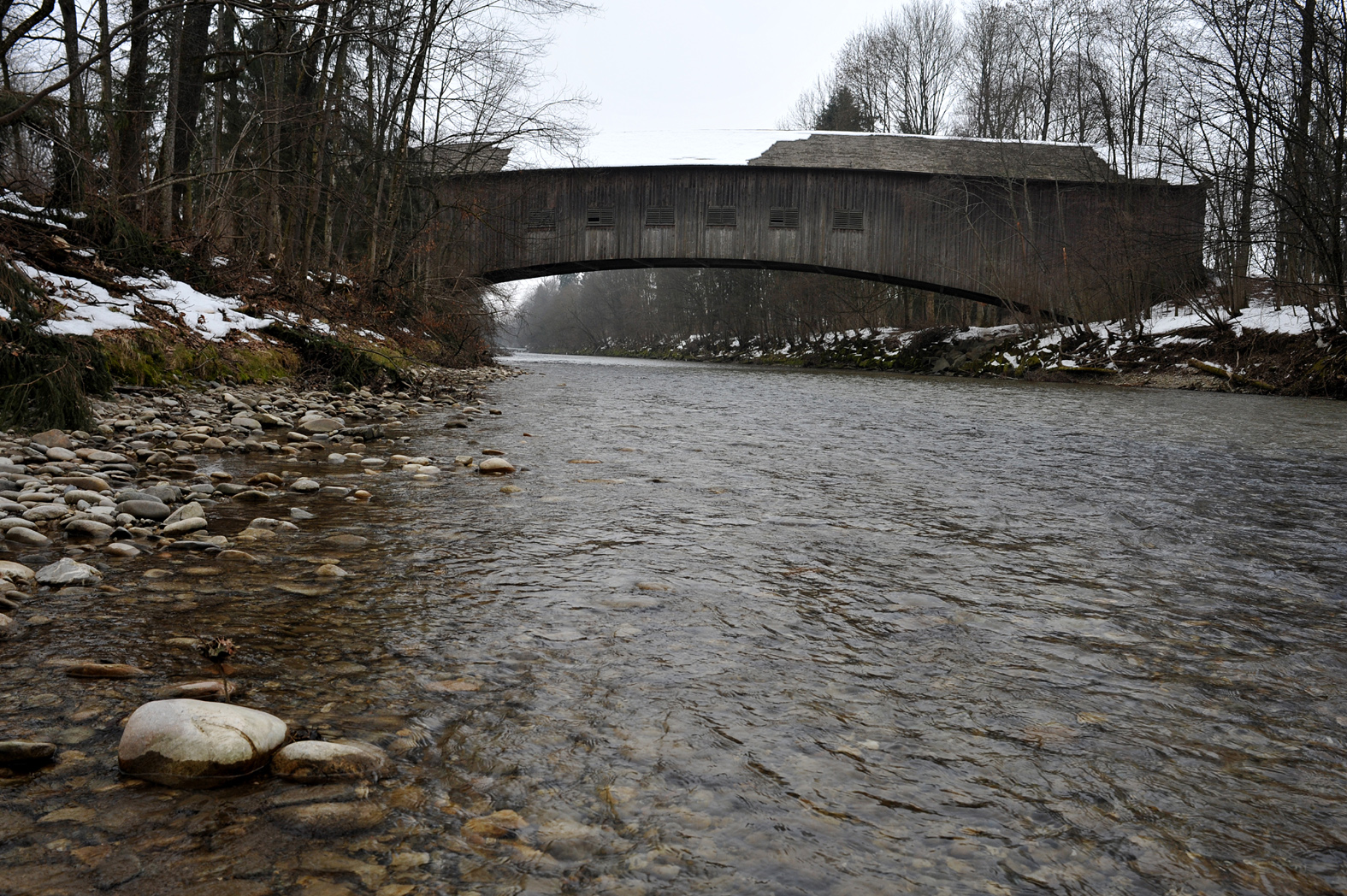
Alte, gedeckte Brücke

Bei Rüegsau überquert eine 1839 erbaute gedeckte Bogenholzbrücke die Emme. Sie ersetzte eine Jochbrücke, die 1837 bei der Wassernot im Emmental fortgeschwemmt wurde. Im selben Jahr wurde der Neubau von der Berner Regierung bewilligt.
Jeremias Gotthelf schrieb darüber:
«Tobend wütete die Emme das Tal hinunter, viele hundert Fuss breit, fast von einem Emmenrain zum andern, Hasle und dem Rüegsauschachen zu. Dort hatten die Winkelwirtschaften sich längst geleert, männiglich ängstlich die dreifach gejochte Brücke verlassen, die mit ihren engen Zwischenräumen den Holzmassen den freien Durchgang wehrte. Hier wie an allen oberen Orten dachte kein Mensch an Massnahmen zur Schirmung der Brücken, wie es doch in früheren Zeiten üblich wart und namentlich bei der Haslebrücke. Die gehemmte Emme bäumte Tanne auf Tanne, Trämel auf Trämel, bis weit oberhalb der Brücke türmten sich die krachenden Holzhaufen. Zu beiden Seiten strömten nun die Wasser aus mit immer steigender Gewalt und suchten dem Strom eine ungehemmte Bahn. Noch einige Minuten, und ihr Beginnen wäre auf der Hasleseite gelungen. Es harrten in den Schrecken des Todes die Kalchofenbewohner der einbrechenden Wasserflut, welche die ganze Oberburgebene verwüstet ein neues Bett sich gegraben hätte. Es flohen die Rüegsauer durch das steigende Wasser und überall war ein Beten, dass die Brücke doch voneinander gehen möchte.»
1955 wurde diese Brücke abgebaut und durch eine moderne Betonbrücke ersetzt. Die Holzbrücke wurde gelagert und 600 Meter weiter flussabwärts in den Jahren 1957/1958 wieder aufgebaut. Sie ist mit einer Bogenspannweite von 60,15 m die längste Holzbogen-Spannbrücke Europas und wurde zum Wahrzeichen der Gemeinden Hasle und Rüegsau.

## Geschichte
Der Name Rüegsau erscheint erstmals in einer Urkunde von 1229. Er ist eine Zusammensetzung des Wortes Au ‹(Halb-)Insel, Gelände am Wasser› mit einem althochdeutschen Personennamen, am ehesten Hruodgēr.
Prägend für die ganze mittelalterliche Geschichte von Rüegsau war das 1528 aufgehobene, von Benediktinerinnen bewohnte Kloster Rüegsau.

## Bevölkerung
Die Gemeinde zählte am 31. Dezember 2023 3278 Einwohner. Nach einem deutlichen Bevölkerungsrückgang in den 1960er und 70er Jahren, wächst die Bevölkerung seit den 1990er Jahren gleichmässig.
| Jahr      | 1764 | 1850 | 1900 | 1950 | 1980 | 2000 | 2010 | 2023 |
| Einwohner | 959  | 2294 | 2567 | 2902 | 2611 | 2935 | 3047 | 3278 |

## Politik
Gemeindepräsident ist Andreas Hängärtner (SVP)
Die Stimmenanteile der Parteien anlässlich der Nationalratswahl 2023 betrugen: SVP 43,3 % (+3,5 %), Mitte 11,8 % (−3,4 %), SP 11,3 % (+3,8 %), EDU 10,4 % (+1,9 %), EVP 7,8 % (+1,6 %), glp 5,5 %, (−0,5 %), FDP 4,4 % (−0,7 %), GPS 3,4 % (−3,7 %).

## Schulen
Die Gemeinde betreibt zwei Primarschulen, eine in Rüegsbach und eine in Rüegsauschachen. Zusammen mit Hasle wird eine Sekundarschule betrieben.
Zwei weitere Primarschulen in Neuegg und Rinderbach wurden geschlossen.

## Persönlichkeiten
- Geboren in der Gemeinde
  - Alfred Held (1886–1973), Landwirt und Politiker
  - Werner Meister (1889–1969), Unternehmer und Politiker
  - Andrea Nicolas Salvisberg (* 1989), Triathlet und Olympionike
- Mit Bezug zur Gemeinde
  - Johann Heinrich Otth (1651–1719), Pfarrer in Rüegsau, Hebraist, Orientalist
  - Walter Laedrach (1891–1958), Lehrer und Schriftsteller
  - Walter Loosli (1932–2015), Plastiker, Glasmaler, schuf die Kirchenfenster in Rüegsau